# Aero A-42
De Aero A-42 (ook wel bekend als A.42) is een Tsjechoslowaakse hoogdekkerbommenwerper gebouwd door Aero. De A-42 was, in 1929, voor zijn tijd een geavanceerd ontwerp, maar de Tsjechoslowaakse luchtmacht was er niet tevreden over. Hierop adviseerde de luchtmacht aan Aero om een serie van aanpassingen aan het toestel te maken, waaronder het vervangen van de houten vleugels door een metalen variant, maar Aero besloot de ontwikkeling te stoppen. Er zijn slechts twee prototypes gebouwd.
Op 20 september 1930 zette het internationale snelheidsrecord over 1000 km, terwijl het een bommenlast van 1500 kg droeg op ruim 253 km/h. Één prototype vloog voor de Tsjechoslowaakse luchtmacht tot 1938, waarna het werd overgenomen door de nieuwe Slowaakse luchtmacht.

## Specificaties

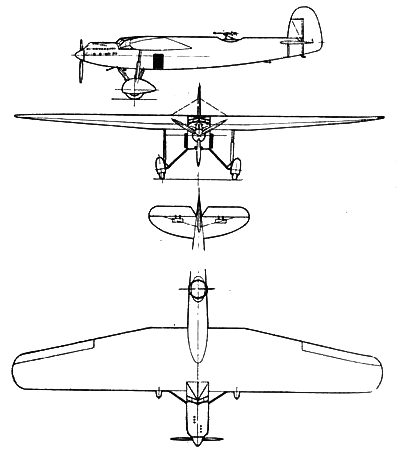
Aero A-42

- Bemanning: 3, een piloot, een bommenrichter/observator en een radio operateur
- Lengte: 13,8 m
- Spanwijdte: 20,8 m
- Hoogte: 3,4 m
- Vleugeloppervlak: 54 m2
- Leeggewicht: 2 940 kg
- Volgewicht: 4 740 kg
- Motor: 1× Isotta Fraschini Asso, 597 kW (800 pk)
- Maximumsnelheid: 270 km/h
- Plafond: 7 000 m
- Vliegbereik: 1200 km
- Klimsnelheid: 100 m/min
- Bewapening:
  - 1× 7,9mm machinegeweren
  - 500 kg aan kleine bommen

## Gebruikers
- Tsjechoslowakije
- Slowakije